# 갈산로 (인천)
갈산로(Galsan-ro)는 인천광역시 부평구 갈산동에 있는 도로로, 총 연장은 293m이다. 도로의 이름이 유래된 것은 행정 구역인 갈산동을 이용하여 명명되었다.

## 역사
- 2009년 10월 19일 : 도로명으로 갈산로를 고시

## 지리

### 주요 경유지
- 부평구
  - 갈산1동

### 접촉하는 도로
- 부평북로
- 주부토로

### 주요 건물 및 시설
- 우덕빌라 (갈산로 4/갈산동 118-2)
- 장원래미안빌 (갈산로 7/갈산동 112-20)